# Papi Robles

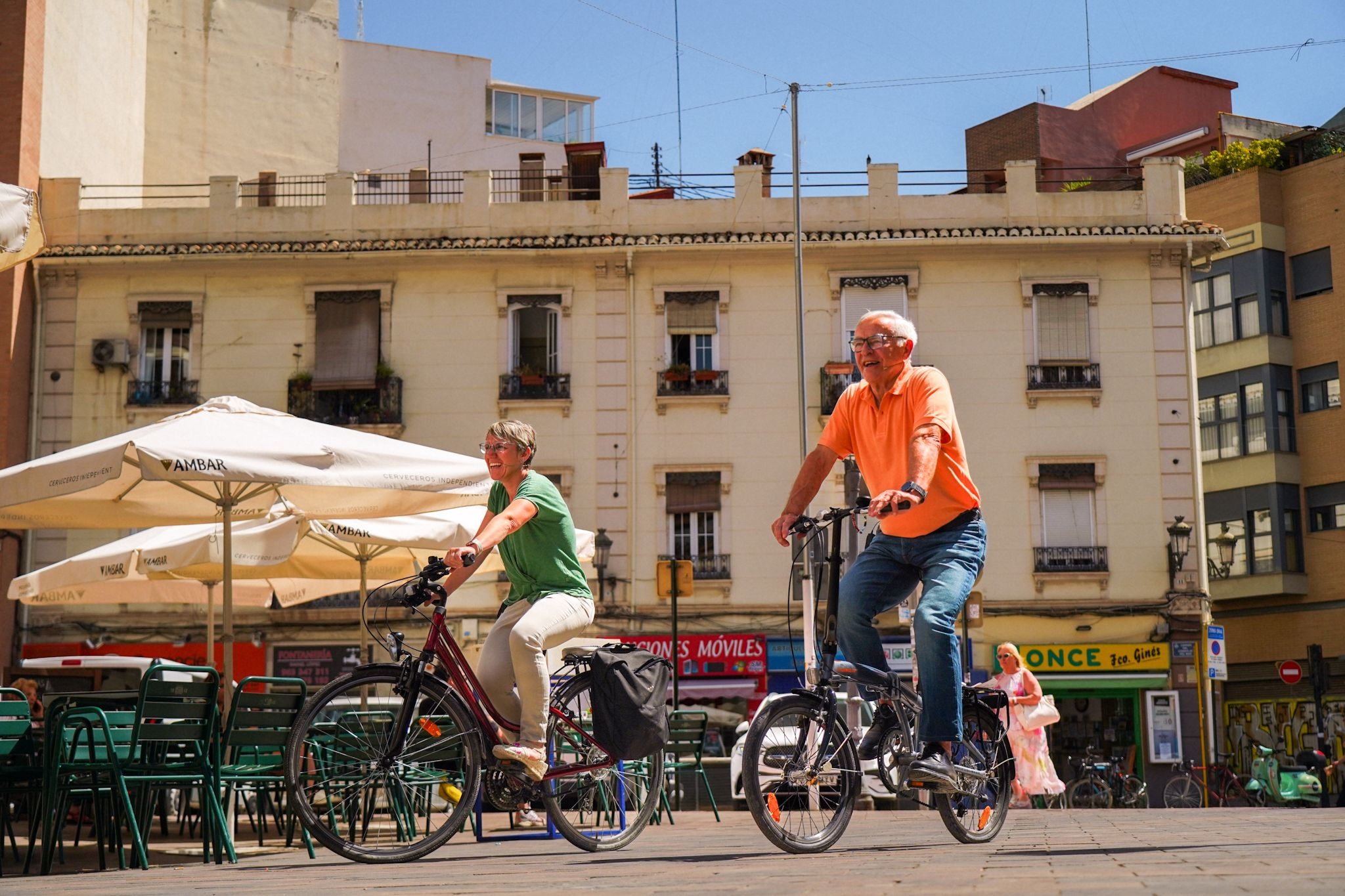
Papi Robles y Joan Ribó en bicicleta

Papi Robles Galindo (Murcia, 1982), es una política valenciana, actualmente portavoz de Compromís en el ayuntamiento de València, cargo que ocupa desde 2023 como sucesora de Joan Ribó en el liderazgo de Compromís en la ciudad. Fue diputada en las Cortes Valencianas en la X legislatura (2019-2023) y síndica del Grupo Parlamentario de Compromís (2022-2023). Ingeniera forestal de formación y madre de dos hijos, ha desarrollado una extensa trayectoria en el ámbito del asociacionismo juvenil y la gestión de organizaciones de juventud.

## Biografía
Papi Robles nació en Murcia en 1982 y creció en Orihuela (Alicante). Se trasladó a València siendo joven para cursar estudios universitarios, ciudad donde ha desarrollado su vida personal y profesional, y donde aprendió valenciano. Reside en el barrio de Benimaclet con su familia, formada por dos hijos, y mantiene una participación activa en la vida comunitaria del barrio.

### Origen del nombre
Su nombre oficial es Carmen Luisa, en honor a sus dos abuelas, pero desde la infancia es conocida como Papi. El apodo tiene su origen en "Papirusa", término cariñoso que comenzó a usar un tío cuando era pequeña.
En su vida pública ha querido utilizar el mismo nombre con el que la han conocido en casa. Según la propia Robles, este nombre representa los valores familiares que la han acompañado toda la vida: "la importancia de ser una misma, sin máscaras", en un entorno familiar caracterizado por "mujeres valientes" que han influido en su forma de entender la autenticidad y la proximidad. La casa familiar lleva el nombre de "Las Papirusas" en referencia a esta historia.

## Formación académica y profesional
Papi Robles es diplomada en Ingeniería Técnica Forestal y cursó estudios de Ingeniería del Medio Natural por la Universidad Politécnica de Valencia. Completó su formación con un Máster en Políticas de Juventud por la Universidad de Valencia (2016) y diversos cursos especializados, incluyendo formación en agroecología y desarrollo rural o dinamización juvenil.
Ha trabajado como gerente del Consell Valencià de la Joventut (2013-2015) y posteriormente en la gerencia de Joves PV-Compromís (2015-2019).
Además, su experiencia laboral incluye trabajos en gestión forestal, coordinación de campañas de reforestación y cuidado ambiental para diferentes instituciones públicas, así como gerente de empresa de actividades de deportes de aventura, albergues, hoteles y casas rurales.

## Activismo juvenil y social
Desde temprana edad, Papi Robles participó en el movimiento scout, experiencia que describe como fundamental en la formación de su carácter y valores. El movimiento scout pone en el centro el servicio desinteresado, la responsabilidad, la solidaridad, la lealtad y el amor por la naturaleza y la comunidad; reforzando la idea de dejar el mundo mejor de como lo encontramos.

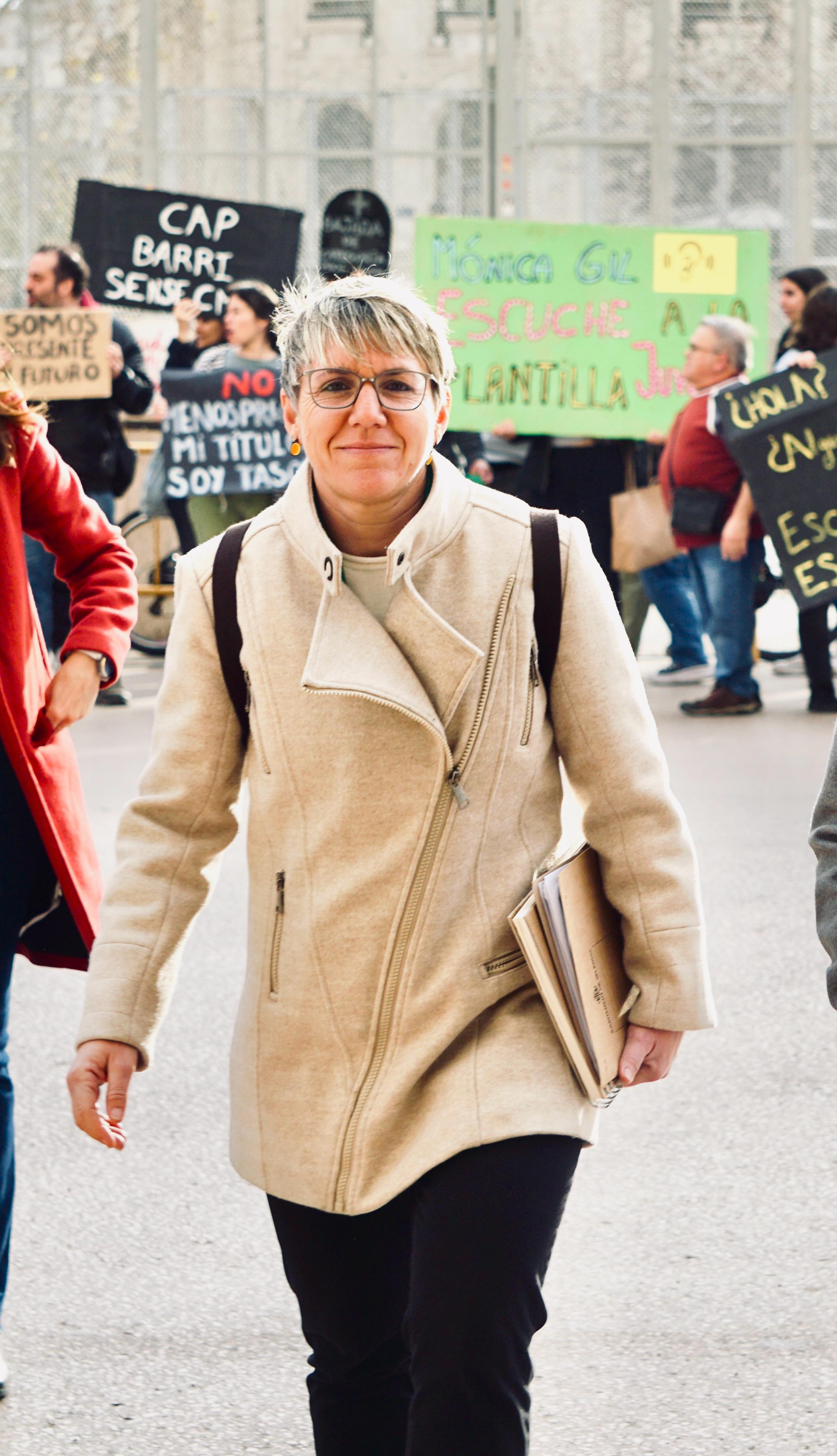
Papi Robles en 2025

Papi Robles ha desarrollado una destacada trayectoria en organizaciones juveniles:
- Presidenta de Scouts de Alicante (2007-2010)
- Presidenta de la Federación de Escultismo Valenciano (2007-2010)
- Presidenta del Consejo de la Juventud de la Comunidad Valenciana (2010-2012)
- Vicepresidenta del Consejo de la Juventud de España (2012-2013)

## Trayectoria política e institucional
Papi Robles inició su carrera política institucional en Més-Compromís en Valencia, donde desempeñó el cargo de secretaria comarcal de Més-Compromís y portavoz de Més (2016-2024).
En las elecciones autonómicas de 2019 fue elegida diputada en Les Corts Valencianes por la circunscripción electoral de València. En les Corts Valencianes, presidió la Comisión de Sanidad y destacó por su activismo en temas medioambientales, especialmente en la oposición a la ampliación del Puerto de Valencia y la defensa de la Huerta de Valencia frente a proyectos urbanísticos que consideraba perjudiciales para el entorno natural.
En enero de 2022, tras la renuncia de Fran Ferri a su escaño, Papi Robles fue elegida portavoz del Grupo Parlamentario de Compromís en las Cortes Valencianas, cargo que mantuvo hasta el final de la legislatura en 2023.

## Ayuntamiento de València
Tras las elecciones municipales de 2023, Papi Robles fue elegida concejal del Ayuntamiento de Valencia como número dos en la lista encabezada por Joan Ribó. Desde 2023 es la portavoz de Compromís en el consistorio municipal, como sucesora de Joan Ribó.
Su trabajo en el ámbito municipal se centra en la política de proximidad y la atención a las necesidades vecinales. Robles ha manifestado su compromiso con hacer "una València más humana, más verde y más justa", continuando la línea de trabajo iniciada durante el mandato de Joan Ribó, pero aportando una renovación generacional al proyecto político de Compromís en la ciudad.